# فهرست قنات‌های شهرستان خدابنده
جدول زیر بر اساس آمار وزارت جهاد کشاورزی تهیه شده‌است. فهرست زیر قنات‌های شهرستان خدابنده در استان زنجان را نشان می‌دهد.
| نام قنات         | موقعیت                          | نزدیک‌ترین روستا | طول قنات (متر) | تعداد میله چاه | عمق مادر چاه | دبی (لیتر بر ثانیه) | سطح زیر کشت (هکتار) |
| ---------------- | ------------------------------- | --------------- | -------------- | -------------- | ------------ | ------------------- | ------------------- |
| اقااسماعیل       | بخش سجاس‌رود شهرستان خدابنده     | کبوترک          | ۱۵۰            | ۰              | ۵            | ۳                   | ۰                   |
| اقبلاغ           | بخش سجاس‌رود شهرستان خدابنده     | دهجلال          | ۲۰۰            | ۰              | ۱۲           | ۷                   | ۰                   |
| ایمان کهریزی     | بخش سجاس‌رود شهرستان خدابنده     | سجاس            | ۲۰۰            | ۰              | ۴            | ۱۰                  | ۰                   |
| باش گل           | بخش سجاس‌رود شهرستان خدابنده     | زرزر            | ۳۰۰            | ۰              | ۱۰           | ۶                   | ۰                   |
| حسن بلاغی        | بخش سجاس‌رود شهرستان خدابنده     | عمومی           | ۶              | ۰              | ۰            | ۹                   | ۲۰۰                 |
| خرابه کهریز      | بخش سجاس‌رود شهرستان خدابنده     | شاه بگندی       | ۲۲۰            | ۰              | ۱۰           | ۴                   | ۰                   |
| دیلاندر          | بخش سجاس‌رود شهرستان خدابنده     | دهجلال          | ۴۰۰            | ۰              | ۱۵           | ۱۲                  | ۰                   |
| سیلابه           | بخش سجاس‌رود شهرستان خدابنده     | سجاس            | ۱۴۰۰           | ۰              | ۱۲           | ۶۰                  | ۰                   |
| شنستان           | بخش سجاس‌رود شهرستان خدابنده     | مجیدآباد        | ۱۴۰۰           | ۰              | ۸            | ۲۰                  | ۰                   |
| محمدآباد         | بخش سجاس‌رود شهرستان خدابنده     | محمدآباد        | ۳۷۰            | ۰              | ۱۰           | ۱۵                  | ۰                   |
| مدینه کهریزی     | بخش مرکزی شهرستان خدابنده       | مزیدآباد        | ۳۰۰            | ۰              | ۹            | ۴                   | ۰                   |
| نام قنات نامعلوم | بخشی نامعلوم در شهرستان خدابنده | روستا نامعلوم   | ۰              | ۰              | ۰            | ۰                   | ۰                   |
| کندکهریزی        | بخش سجاس‌رود شهرستان خدابنده     | سجاس            | ۲۵۰            | ۰              | ۷            | ۲۵                  | ۰                   |
| کهریز            | بخش سجاس‌رود شهرستان خدابنده     | مجیدآباد        | ۸۰۰            | ۰              | ۷            | ۲۲                  | ۰                   |
| کهریز کنه        | بخش مرکزی شهرستان خدابنده       | سلطان‌آباد       | ۱۰۰۰           | ۰              | ۲۱           | ۲۸                  | ۰                   |
| کهریزبلاغی       | بخش سجاس‌رود شهرستان خدابنده     | خان احمد        | ۲۵۰            | ۰              | ۷            | ۴                   | ۰                   |
| کهنه کهریز       | بخش سجاس‌رود شهرستان خدابنده     | رحمت‌آباد        | ۵۴۰            | ۰              | ۱۲           | ۸                   | ۰                   |
| کوچله            | بخش سجاس‌رود شهرستان خدابنده     | دهجلال          | ۲۵۰            | ۰              | ۵            | ۷                   | ۰                   |
| کیک دره سی       | بخش مرکزی شهرستان خدابنده       | مرکزی           | ۲۰۰            | ۰              | ۶            | ۳                   | ۰                   |